# Мањаско (Ђенова)
Мањаско је насеље у Италији у округу Ђенова, региону Лигурија.
Према процени из 2011. у насељу је живело 87 становника. Насеље се налази на надморској висини од 819 м.